# Бадя, Павел
Павел Бадя — румынский футболист, полузащитник. Играл на профессиональном уровне в Румынии, Швейцарии, Южной Корее и Японии.

## Клубная карьера
Бадя начал профессиональную футбольную карьеру в своём родном городе, Крайове. Он играл за местный футбольный клуб «Университатя». В 1992 году он покинул Румынию и стал играть за швейцарский клуб «Лозанна». В 1996 году он переехал в Корею, чтобы играть за «Сувон Самсунг Блюуингз». В этом клубе Бадя играл до 1998 года, пока не перебрался в Японию. В Японии Павел Бадя поиграл за несколько клубов: «Бельмаре Хирацука», «Касива Рейсол» и «Ависпа Фукуока». В 2001 году Бадя вернулся в Румынию в свой родной город Крайова. После окончания карьеры футболиста он немного поработал тренером, а после решил стать политиком. Он был кандидатом в мэры города.

## Тренерская карьера
В 2003 и в 2004–2005 годах Павел Бадя являлся тренером «Университатя Крайова 1948».